# Britz, Barnim
Britz (Britz bei Eberswalde) är en kommun och ort i Tyskland, belägen i Landkreis Barnim i förbundslandet Brandenburg, 5 km norr om Eberswalde och omkring 50 km nordost om Berlin.  Orten är administrativt säte för kommunalförbundet Amt Britz-Chorin-Oderberg.
Ortens viktigaste näring är livsmedelsindustri, då den har ett av Tysklands största slakterier.
Britz har en järnvägsstation, där regionalexpresståg på huvudsträckan mellan Berlin (vidare mot Wünsdorf och Elsterwerda) och Angermünde (vidare mot Schwedt eller Stralsund) stannar.  Stationen trafikeras även av regionaltåg mellan Eberswalde och Joachimsthal.

## Befolkning
| År   | Invånare |
| ---- | -------- |
| 1875 | 537      |
| 1890 | 668      |
| 1910 | 1 312    |
| 1925 | 1 644    |
| 1933 | 2 032    |
| 1939 | 2 290    |
| 1946 | 2 345    |
| 1950 | 2 321    |
| 1964 | 2 445    |
| 1971 | 2 552    |

| År   | Invånare |
| ---- | -------- |
| 1981 | 2 481    |
| 1985 | 2 379    |
| 1989 | 2 252    |
| 1990 | 2 212    |
| 1991 | 2 309    |
| 1992 | 2 202    |
| 1993 | 2 164    |
| 1994 | 2 164    |
| 1995 | 2 151    |
| 1996 | 2 203    |

| År   | Invånare |
| ---- | -------- |
| 1997 | 2 256    |
| 1998 | 2 321    |
| 1999 | 2 378    |
| 2000 | 2 405    |
| 2001 | 2 385    |
| 2002 | 2 383    |
| 2003 | 2 355    |
| 2004 | 2 312    |
| 2005 | 2 307    |
| 2006 | 2 269    |

| År   | Invånare |
| ---- | -------- |
| 2007 | 2 250    |
| 2008 | 2 226    |
| 2009 | 2 201    |
| 2010 | 2 156    |
| 2011 | 2 145    |
| 2012 | 2 134    |
| 2013 | 2 148    |
| 2014 | 2 132    |
| 2015 | 2 137    |
| 2016 | 2 130    |

| År   | Invånare |
| ---- | -------- |
| 2017 | 2 089    |
| 2018 | 2 084    |
| 2019 | 2 088    |
| 2020 | 2 137    |